# 群馬県庁
群馬県庁（ぐんまけんちょう）は、地方公共団体である群馬県の行政機関（役所）である。

## 沿革

### 慶応時代
- 1868年（慶応4年）6月17日 - 岩鼻県を設置。

### 明治時代
- 1871年（明治4年） - 廃藩置県により小幡県、伊勢崎県、前橋県、沼田県、安中県、高崎県、七日市県、館林県を設置。
  - 10月28日 - 岩鼻県、小幡県、伊勢崎県、前橋県、沼田県、安中県、高崎県、七日市県が合併して第一次群馬県が発足。県庁を高崎に置く。
- 1872年（明治5年）6月15日（7月20日） - 群馬県庁が高崎から前橋に移転。
- 1873年（明治6年） - 群馬県が入間県と合併し熊谷県となる。県庁を熊谷に置いた。
- 1876年（明治9年） - 第二次群馬県成立（熊谷県を廃止し、第一次群馬県域と栃木県の山田郡、新田郡、邑楽郡域を統合。現在の群馬県の形に近くなる）。県庁を再び高崎に置く。
- 1881年（明治14年） - 県庁の所在地を前橋に決定。
- 1884年（明治17年） - 秩父事件が発生。
- 1889年（明治22年） - 町村制を施行。
- 1891年（明治24年） - 郡制を施行。
- 1895年（明治28年） - 農事試験場を開設。
- 1907年（明治40年） - 神社統合令を指令。
- 1909年（明治42年） - 市町村郷土史編纂の県令を発令。
- 1910年（明治43年） - 県会議事堂が焼失。
- 1911年（明治44年） - 教育の四大方針を発表。

### 大正時代
- 1923年（大正12年） - 郡制を廃止。
- 1924年（大正13年） - 県立榛名公園を設置。

### 昭和時代
- 1928年（昭和3年） - 県庁舎が落成。
- 1931年（昭和6年） - 水産試験場を設立。
- 1934年（昭和9年）11月 - 県内で陸軍特別大演習。県庁内に大本営が設けられて昭和天皇が行幸。行在所となり同月10日から18日にかけて天皇が宿泊[1]。
- 1947年（昭和22年） - 初の公選知事北野重雄が就任。
- 1953年（昭和28年） - 県立図書館を開館。
- 1957年（昭和32年） - 県立博物館を開館。
- 1959年（昭和34年） - 県立青年の家を開設。
- 1962年（昭和37年）- 企業局を新設。
- 1966年（昭和41年）- 県立金山青年の家を開設。クロマツを県木に指定。
- 1969年（昭和44年） - 公害防止条例を施行。
- 1971年（昭和46年） - 県民会館を開設。
- 1974年（昭和49年） - みやま養護学校、保育大学校を開校。近代美術館を開館。
- 1978年（昭和53年） - 県立図書館が新築移転。
- 1979年（昭和54年） - 県立歴史博物館を開館。
- 1980年（昭和55年） - 県立女子大学を開校。
- 1981年（昭和56年） - 総合体育センターを開設。
- 1982年（昭和57年） - 県立文書館を開館。
- 1983年（昭和58年） - 昭和天皇が県庁に行幸（県内で開催された国民体育大会に出席のため来県したもの）[2]。
- 1985年（昭和60年） - 群馬県民の日を制定。
- 1986年（昭和61年） - 情報公開条例を公布。

### 平成時代
- 1992年（平成4年） - 全37巻『群馬県史』の刊行終了。
- 1999年 - 新群馬県庁舎の使用を開始。
- 2001年 - 新情報公開制度、個人情報保護制度を開始。館林美術館を開館。

## 組織
[表示]をクリックすると一覧を表示。2020年6月1日現在。
- 知事
  - 副知事
    - 知事戦略部
      - 秘書課、戦略企画課、メディアプロモーション課、デジタルトランスフォーメーション課、業務プロセス改革課、地域外交課
      - 女子大学、東京事務所

    - 総務部
      - 総務課、人事課、財政課、財産有効活用課、税務課、市町村課、統計課、危機管理課、消防保安課、総務事務管理課
      - 行政県税事務所［前橋・渋川・伊勢崎・高崎・藤岡・富岡・吾妻・利根沼田・太田・桐生・館林］、自治研修センター、群馬会館、自動車税事務所、消防学校

    - 地域創生部
      - 地域創生課、文化振興課、ぐんま暮らし・外国人活躍推進課、文化財保護課
      - スポーツ局
        - スポーツ振興課

      - 近代美術館、館林美術館、歴史博物館、自然史博物館、土屋文明記念文学館、世界遺産センター

    - 生活子ども部
      - 生活子ども課、県民活動支援・公聴課、私学・子育て支援課、消費生活課、児童福祉・青少年課
      - ぐんま男女共同参画センター、女性相談所、中央児童相談所、西部児童相談所、東部児童相談所、ぐんま学園

    - 健康福祉部
      - 健康福祉課、医務課［医師確保対策室］、監査指導課、介護高齢課［介護人材確保対策室］、保健予防課［がん対策推進室］、食品・生活衛生課、障害政策課［精神保健室］、薬務課、国保援護課
      - 保健福祉事務所［中部・渋川・伊勢崎・安中・藤岡・富岡・吾妻・利根沼田・東部・桐生・館林］、衛生環境研究所、児童相談所［中央・西部・東部］、ぐんま学園、心身障害者福祉センター、発達障害者支援センター、しろがね学園、こころの健康センター、食品安全検査センター、食肉衛生検査所、動物愛護センター

    - 環境森林部
      - 環境政策課［温暖化対策室］、環境保全課、廃棄物・リサイクル課、自然環境課［尾瀬保全推進室］、気候変動対策課
      - 森林局
        - 林政課、林業振興課、森林保全課

      - 環境森林事務所［中部・渋川・西部・藤岡・富岡・吾妻・利根沼田・東部・桐生］、林業試験場

    - 農政部
      - 農政課［農協検査指導室］、農業構造政策課、技術支援課［普及指導室、生産環境室］、蚕糸園芸課［ぐんまブランド推進室］、畜産課、農村整備課
      - 農業事務所［中部・西部・吾妻・利根沼田・東部］、農業技術センター、蚕糸技術センター、水産試験場、農林大学校、鳥獣被害対策支援センター、東京園芸情報センター、家畜衛生研究所、浅間家畜育成牧場、畜産試験場

    - 産業経済部
      - 産業政策課［先端医療産業室、企業誘致推進室］、経営支援課、労働政策課［ぐんま県民労働相談センター］、地域企業支援課
      - 戦略セールス局
        - 観光魅力創造課、イベント産業振興課、eスポーツ・新コンテンツ創出課

      - 計量検定所、群馬産業技術センター、繊維工業試験場、産業技術専門校［前橋・高崎・太田］、ぐんま総合情報センター、大阪事務所、谷川岳登山指導センター

    - 県土整備部
      - 監理課［用地対策室］、建設企画課［建設業対策室］、契約検査課、交通政策課［交通事故相談所］、道路管理課、道路整備課［道路企画室］、河川課、砂防課、特定ダム対策課、都市計画課、下水環境課、建築課、住宅政策課
      - 土木事務所［前橋・渋川・伊勢崎・高崎・安中・藤岡・富岡・中之条・沼田・太田・桐生・館林］、交通事故相談所、上信自動車道建設事務所、八ツ場ダム水源地域対策事務所、下水道総合事務所

  - 会計管理者
    - 会計局
      - 会計管理課
- 行政委員会
  - 教育委員会
    - 事務局
      - 総務課、管理課、福利課、学校人事課、義務教育課、高校教育課、特別支援教育課、生涯学習課、健康体育課
      - 教育事務所［中部・西部・吾妻・利根・東部］、総合教育センター、文書館、高等学校、中等教育学校、特別支援学校、図書館、ぐんま天文台、ぐんま昆虫の森、生涯教育センター、青少年自然の家［北毛・妙義・東毛］

  - 公安委員会
    - 群馬県警察本部

  - 選挙管理委員会
  - 人事委員会 - 事務局
  - 監査委員 - 事務局
  - 労働委員会 - 事務局 - 管理課
  - 収用委員会
  - 内水面漁場管理委員会
- 公営企業
  - 企業局
    - 経営戦略課、発電課［電源開発室］、団地課［分譲室、施設管理室］、水道課
    - 管理総合事務所、発電事務所［利根・吾妻・坂東・渡良瀬・高浜］、団地総合事務所、工業用水道事務所［渋川・東毛］、水道事務所［県央第一・新田山田・東部地域・県央第二］、水質検査センター

  - 病院局
    - 総務課
    - 病院［心臓血管センター、がんセンター、精神医療センター、小児医療センター］